# 臺北市中正社區大學
臺北市中正社區大學，簡稱中正社大，是一所坐落於臺灣臺北市中正區的社區大學，創於2003年，為臺北市社區大學教育的先驅之一。校址設於臺北市私立開南高級商工職業學校。

## 校史

### 成立背景
1980年代，臺灣的高等教育普及率仍低，社會上出現包含410教改聯盟廣設高中大學的主張。臺北市政府教育局自1998年7月著手進行推動成立社區大學方案。以委託研究併同試辦的方式，委託財團法人人本教育文教基金會，進行「臺北市設置社區大學規劃研究暨試辦計畫」。
中正社區大學係依據「終身學習法」第 9 條之規定及臺北市政府制定的「臺北市社區大學設置暫行要點」而設置，不限學歷，招收年滿 18 歲以上之民眾。 提供其人文素養與生活知能，培育社會健全公民之終身學習課程，並配合市政發展需要，開設現代公民學程。

### 發展階段
2002年，臺北市已設置了6所社區大學，然市民仍不斷發出增設社區大學的需求。對學習的資源日需孔亟，以及能令市民就近於所居住之行政區就讀，免除舟車勞頓，順應民意，中正社區大學在各界人士的推動下，乃由臺北市政府教育局徵選委託臺北市私立開南高級商工職業學校所承辦。

### 校區特色
中正社區大學位於臺北商業大學、成功高中和開南商工的學區，臨捷運善導寺及臺大醫院站，近喜來登飯店、疾病管制署、聯合辦公大樓以及臺北火車站等處所；鄰近地段諸多文教單位，除了是文人墨客居住的場所，教育機構多設立於此、有著豐厚的人才資源之外，周邊商圈不管是美食或遊憩、潮流或復古都應有盡有；除了文化資產外，中正區古亭次分區、公館次分區又名城南水岸，區內包括紀州庵、晉江街等古蹟、老街，因人文薈萃、緊鄰新店溪，成為融合水資源與人文、中正區獨樹一格的親水空間。中正社大辦學至今已十五年有餘，期許未來能創造終身學習的典範，朝不斷學習之路邁進。

### 課程特色
課程分為學術、生活藝能、社團活動 3 大類，學術課程包括人文學、社會科學、自然科學等知識。生活藝能以學習實用技能，提升工作能力與生活品質。社團活動以培育公民參與社會公共事務能力，引發社會關懷，凝聚社區意識。公民課程規劃包括臺北學、父母學、國際事務、環境、社區成長、非營利組織、志願服務、現代公民素養等 8 大學程。

## 辦學理念
社區耕耘、公共參與、國際交流、環境守護、弱勢關懷、藝文美學，
著重取之社區、饋之社區的精神，堅持知識解放、培育現代公民之辦學目標。

## 社區特色
依據臺北市政府文化局統計資料顯示，臺北市382處文化資產中，有98處位於中正區，包括古蹟53處、歷史建築43處、聚落1處及文化景觀1處。因此，藝文場所密度極高是本區的特色，形塑社區豐富歷史、工藝、文化與教育資源。
人口結構上，中正區雖以青壯人口佔多數，但老年人口已達13%，佔臺北市老年人口第二位。面對老年人口遽增，銀髮族學習活動刻不容緩，將是推動學習型城鄉計畫之重點。

## 外部連結
- 臺北市中正社區大學 （页面存档备份，存于）（中文）
- 臺北市中正社區大學的Facebook專頁
- 臺北市中正社區大學的Instagram帳戶
- YouTube上的臺北市中正社區大學頻道